# Cerebrozidi
Cerebrozidi su najjednostavniji neutralni glikosfingolipidi. Kao ugljikohidratnu komponentu sadrže neki monosaharid. Masne kiseline su zasićene ili nezasićene C24 kiseline (s jednom dvostrukom vezom), koje više puta imaju hidroksilnu grupu u α-položaju.
Uz cerebrozide nalaze se i spojevi kod kojih je ceramid povezan s disaharidom, trisaharidom ili tetrasaharidom. Ti viši neutralni glikosfingolipidi vrlo su rašireni, ali najčešće u malim količinama.